# Município de Etna (condado de Licking, Ohio)
O município de Etna (em inglês: Etna Township) é um município localizado no condado de Licking no estado estadounidense de Ohio. No ano de 2010 tinha uma população de 16373 habitantes e uma densidade populacional de 269,9 pessoas por km².

## Geografia
O município de Etna encontra-se localizado nas coordenadas 39° 57′ 15″ N, 82° 41′ 42″ O. Segundo o Departamento do Censo dos Estados Unidos, o município tem uma superfície total de 60.66 km², da qual 60.31 km² correspondem a terra firme e (0.58%) 0.35 km² é água.

## Demografia
Segundo o censo de 2010, tinha 16373 pessoas residindo no município de Etna. A densidade populacional era de 269,9 hab./km².